# Stelldichein
Ein Stelldichein ist die von Joachim Heinrich Campe (1746–1818) eingedeutschte französische Bezeichnung rendez-vous im Sinne einer (romantischen) Verabredung. Im modernen Sprachgebrauch ist der Ausdruck in dieser Bedeutung veraltet. Früher auch für neutrale Zusammenkünfte mehrerer Personen verwendet (z. B. ‚Stelldichein der Prominenz‘). Für die romantische Verabredung bürgerte sich neben Rendezvous in der Umgangssprache, insbesondere in der Jugendsprache, der Anglizismus Date ein.

## Geschichte

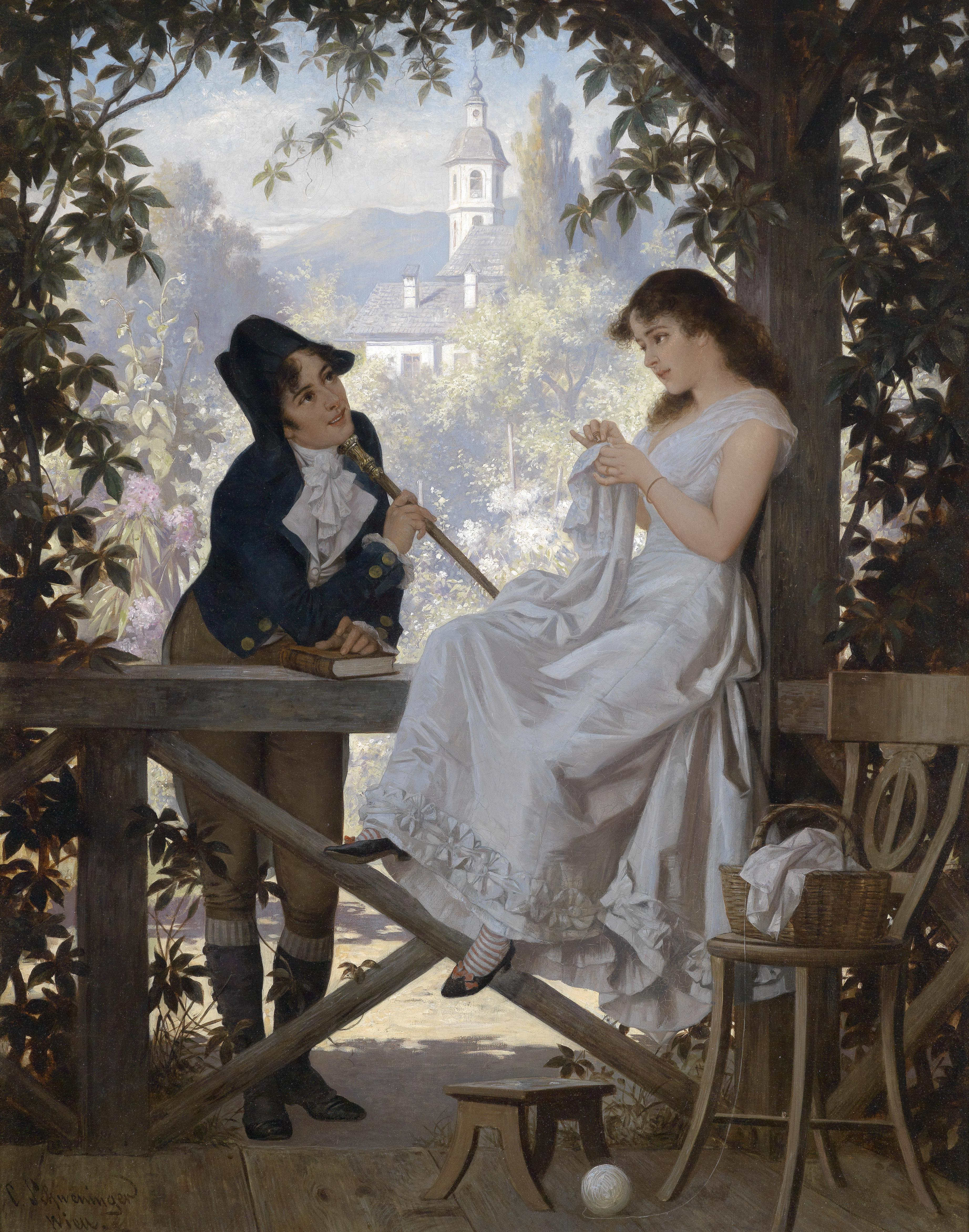
„Das Stelldichein“ in der Malerei des späten 19. Jahrhunderts, Gemälde von Carl Schweninger dem jüngeren

Der französische Begriff rendez-vous („begebt euch dahin“) war zunächst fast ausschließlich militärisch von Bedeutung. Es war die Bestellung von Truppenteilen an einen bestimmten Ort. Auch dieser Ort selbst und ebenfalls die Zusammenkunft sowie der Sammelplatz der für einen taktischen Zweck zu vereinigenden Truppenteile (Marsch- oder Gefechtsrendezvous) wurde als solches bezeichnet.
Stelldichein bezeichnete im Deutschen fast ausschließlich eine Verabredung für Liebespaare. Man traf sich heimlich oder offen mit der oder dem Geliebten. Bestimmte Höflichkeitsregeln der Etikette waren einzuhalten. Bei offenen, von den Erziehungsberechtigten gestatteten Stelldicheins wurde das Paar manchmal von einer Anstandsdame (Tante, Schwester, ältere Person etc.) begleitet. Diese wurde oft ob ihres Aufpasserstatus als Anstandswauwau tituliert. Erste Treffen endeten meist weit vor der Kussphase mit der Ablieferung der Dame an der elterlichen Haustüre. Als heimliche Stelldicheins galten auch das Fensterln oder der Kiltgang. In Gedichten und Liedern wurden Stelldicheins romantisch verklärt.

## Abgrenzung zum französischenrendez-vous
Für einen Deutschsprachigen klingen die „rendez-vous“ der Franzosen mit dem Zahnarzt, dem Frisör oder mit dem Steueramt leicht befremdlich, da dem Begriff noch immer die Bedeutung des trauten Beisammenseins mit einem potenziellen Liebespartner konnotiert. Doch war der Begriff „rendez-vous“ im Französischen ursprünglich militärisch belegt. Das Stelldichein wird erweitert als „rendez-vous galant“ bezeichnet. Rendezvous wird in Frankreich auch als „einen Termin haben“ verstanden.

## Jagdreiten
Beim Jagdreiten ist Stelldichein die Bezeichnung für das Treffen von Reitern und Pferden ungefähr eine Stunde vor dem Aufbruch zur Jagd.